# جرج اندرسون (بازیکن فوتبال، زاده ۱۸۷۹)
جرج اندرسون (انگلیسی: George Anderson؛ ۲۹ نوامبر ۱۸۷۹ – ۱۹۶۲ (۸۲−۸۳ سال)) بازیکن فوتبال اهل بریتانیا بود.
از باشگاه‌هایی که در آن بازی کرده‌است می‌توان به باشگاه فوتبال بیرمنگام سیتی و باشگاه فوتبال برنتفورد اشاره کرد.